# Ville-la-Grand
Ville-la-Grand là một xã trong tỉnh Haute-Savoie thuộc vùng Rhône-Alpes đông nam Pháp.